# 拋物面反射器
拋物面反射器，也稱為拋物面盤或拋物面鏡，通常是以拋物線迴轉所形成的形狀做成的反射裝置。拋物面反射器可以收集或分配來自光、無線電波或聲波的能量。
拋物面反射器的工作原理來自於拋物面所塑造的幾何形狀：如果射入至收集器內表面的入射角等於反射角，那麼平行於盤面光軸的任何入射光都會被反射至焦點。因為許多類型的能量可以被這樣的反射，拋物面反射器可以收集和集中進入反射器的能量至一個特殊的角度上。相似的，從盤面焦點輻射出來的能量也能成為平行盤面軸心的光束傳送出去。
約翰·哈德利將拋物面鏡引進到實用天文學，在1721年，他使用拋物面鏡製造出一個球面像差很小的反射望遠鏡，在這之前，望遠鏡都使用球面鏡。在19世紀被換成效率更高的菲涅耳透鏡之前，燈塔通常也都使用拋物面鏡將來自燈籠的點光源校準成光束。
拋物面反射器最常用在現代的衛星訊號接收器、望遠鏡（包括射電望遠鏡）、拋物面話筒，和許多的燈光設備，例如聚光燈、汽車車燈、PAR Cans和LED殼套。
拋物面反射器的像差稱為彗形像差，這主要發生在望遠鏡上，因為在多數其他的應用上不要求離開拋物面軸心的解析度（銳利度）。
奧林匹克聖火是使用拋物面反射器集中陽光點燃的。
轉動有反射性的液體，像水銀，可以形成朝向上方的拋物面反射器。這或許能用來製造液體鏡面望遠鏡。

## 幻景器

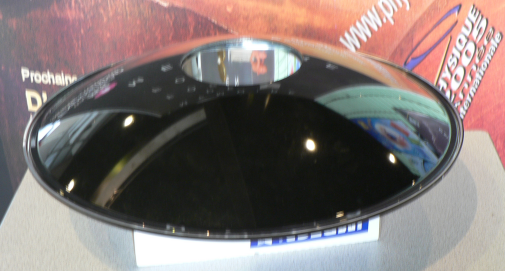
拋物面鏡鍋造成的錯視。

一個海市蜃樓碗或拋物面鏡鍋是一種由二個拋物面反射器組成，像是炒鍋，並在上端開有一個小孔的玩具。這個裝置能將放置在其內的物體（位於上方鏡子的焦點）在上方形成一個放大率為1的正立實像。這是一種錯視，誤以為物體在小孔的上方（物體的實際位置在碗底）。

## 拋物線反射器在WiFi
拋物面反射器也是普遍被選用於增強無線電訊號強度的設備，使用者報告有3db或更多的增益。

## 外部連結
- Java demonstration of a parabolic reflector
- Solar Energy Blog （页面存档备份，存于）: See and discuss how concentrating solar energy is going to power our world in the not too distant future.
- Algorithm and spreadsheet for making a simple paraboloid （页面存档备份，存于）: Design and make a paraboloid for use as a solar concentrator, sound mirror or microwave antenna.